# Trouble musculosquelettique
Pour les articles homonymes, voir TMS.
 (juillet 2012).
 Mise en garde médicale
Le terme générique de « trouble musculosquelettique » (TMS), ou de « lésion attribuable au travail répétitif » (LATR), au Québec, regroupe de nombreuses pathologies des tissus mous (muscles, tendons, nerfs). C'est la maladie professionnelle la plus courante dans les pays développés en 2012. L'expression est plus couramment utilisée au pluriel. En France, la plupart des TMS sont reconnus dans le tableau 57 des maladies professionnelles du régime général de la sécurité sociale et dans le tableau 39 du régime agricole. D'autres termes incluent les « affections périarticulaires » ou encore les « pathologies d'hypersollicitation »[pas clair].

## Différentes pathologies

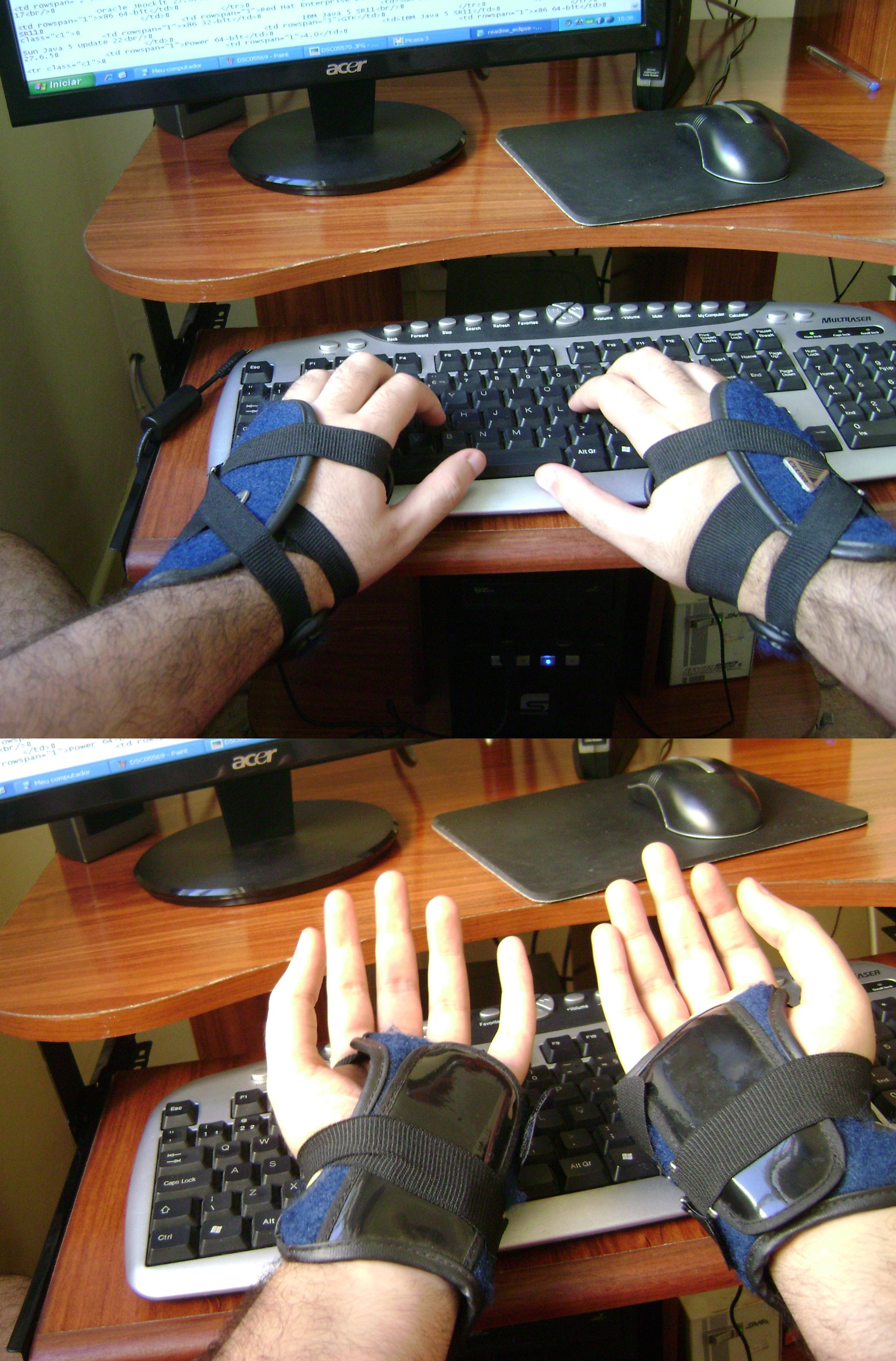
Exemple de gants pour éviter le TMS durant la dactylographie.

Ces troubles ne constituent pas une maladie déterminée mais un groupe hétéroclite de divers états spécifiques allant jusqu'à paralyser plusieurs membres.

### Liste des pathologies concernées
- Pour le poignet, la main et les doigts :
  - Tendinite
  - Ténosynovite
  - Syndrome du canal carpien
  - Syndrome de DeQuervain
  - Syndrome de la loge de Guyon

- Pour le coude :
  - Épicondylite
  - Épitrochléite
  - Hygroma

- Pour l'épaule :
  - Tendinopathie de la coiffe des rotateurs

- Pour le genou :
  - Hygroma
  - Tendinite sous-quadricipitale ou rotulienne
  - Syndrome de compression du nerf sciatique poplité externe
  - Tendinite de la patte d'oie

- Pour le pied et la cheville :
  - Tendinite achilléenne

- Troubles systémiques. Certaines maladies peuvent se traduire par des troubles musculosquelettiques, dont :
  - Maladie de Lyme[1] (à tous les stades de la maladie, en raison notamment de l'arthrite de Lyme, qui peut être intermittente ou chronique (genoux, hanches, coudes chevilles, poignets peuvent être affectés, de même que les petites articulations). L'antibiothérapie peut supprimer ou améliorer ces symptômes, avec parfois une phase d'aggravation ou une inflammation chronique due à des mécanismes immunologiques[1]. Chez certains patients, une myosite peut faire aussi partie d'un « syndrome post-maladie de Lyme »)[1].

### Symptômes annonciateurs
Les signes avant coureurs, permettant de craindre les TMS, sont :
- une fatigue musculaire localisée et persistante, se traduisant par :
  - des courbatures lors de la réalisation d'efforts
  - la difficulté à réaliser des efforts réalisables auparavant
- des picotements ou engourdissements lors d'atteintes nerveuses (ex. : syndrome du canal carpien)
- doigt replié, dans le cas d'atteintes tendineuses (ex. : maladie de Dupuytren)

Le trouble le plus connu est le syndrome du canal carpien. Le nerf commandant les trois premiers doigts de la main est comprimé à l’intérieur du canal carpien. Ceci entraîne des douleurs et des fourmillements la nuit, puis une gêne et des maladresses au travail. Chaque année, en France, il y a 200 000 syndromes du canal carpien dont l'origine professionnelle est reconnue pour 130 000 opérés. Il existe un phénomène important de sous-déclaration.

## Facteurs de risque
Les facteurs de risque des TMS incluent les facteurs biomécaniques, les facteurs psychosociaux (le stress), ainsi que les caractéristiques de l'individu. Ce dernier facteur de risque individuel représente un risque assez faible.
Les facteurs bio-mécaniques incluent la « répétitivité » des gestes, les efforts excessifs, le travail statique de faible niveau maintenu dans le temps, les positions articulaires extrêmes et les chocs et pressions mécaniques. Le froid et les vibrations peuvent aggraver ces phénomènes. En 2003, 24,7 % des hommes exerçant une manutention manuelle de charges pendant plus de 20 heures ont un fort taux de risque d'être victime de TMS contre seulement 14,3 % des femmes.
Mais les femmes ont plus de risque d'être victimes de TMS en exerçant un travail avec des contraintes visuelles (écran) pendant plus de 20 heures et ce, à hauteur de 58 % contre seulement 36,7 % chez les hommes.
Les risques psychosociaux incluent notamment le manque d’autonomie, le niveau d’exigence, le soutien social (le collectif de travail), et le sentiment de ne pas être reconnu à sa juste valeur.
Le stress joue un rôle important dans l’apparition des TMS car il peut provoquer des douleurs musculaires, une baisse de la vitesse de réparation des tissus musculaires, l’apparition d’œdèmes, l’inflammation des tendons, etc. Il existe également d’autres effets du stress à long terme comme les infarctus, les ulcères, les constipations, l’épaississement et le bouchage des artères, etc.
Le stress apparaît lorsque les personnes n'ont pas la possibilité d’agir sur une situation qu’ils jugent agressive. S'ils peuvent modifier leur environnement personnel, cela aura un impact bénéfique sur leur état de santé.
Le froid semble également jouer un rôle.

## Prévention

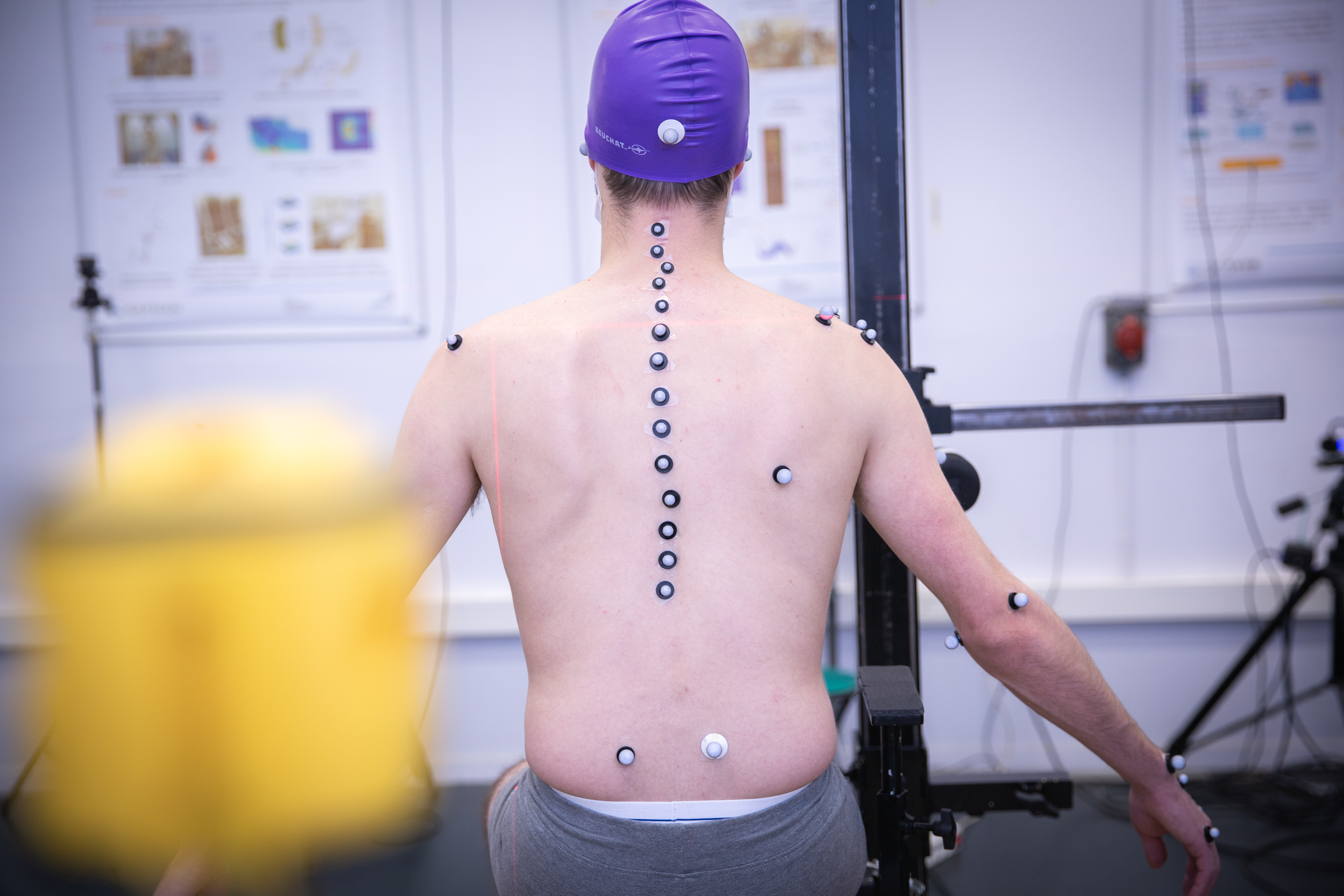
Expérimentation sur l'influence des courbures rachidiennes hautes sur la biomécanique du membre supérieur.

Les TMS ne sont pas une fatalité en entreprise. Il est possible de prévenir leur apparition avec notamment une démarche de prévention des risques professionnels. Certains dispositifs dont la formation PRAP2S dans le domaine de la santé, ont été mis en place par l'INRS afin de proposer une démarche de prévention globale. Un ergonome pourra également dans une situation de travail mettre à jour les facteurs de risque et les déterminants à l'apparition des TMS au travail. Il existe, par exemple une disposition des touches du clavier, nommée bépo qui permet de diminuer les risques de TMS. Un axe stratégique de combat des TMS consiste à utiliser des exosquelettes non-motorisés tels que préconisés par l'INRS. Cette approche s'inscrit d'ailleurs dans une démarche globale de prévention définie dans le code du travail (9 principes généraux de prévention).
En France, du 11 au 15 mai 2009, l'assurance maladie a produit sa deuxième édition de la Semaine nationale de prévention des troubles musculo-squelettiques (TMS). Le thème de l'année 2009 est « l’engagement des filières professionnelles ».
Le 17 juin 2010, le réseau ANACT organise à Paris un Forum national consacré à la prévention des troubles musculosquelettiques. La prise en charge en maladie professionnelle est subordonnée à des critères médicaux et administratifs stricts. Le système de reconnaissance sur tableau dégage le salarié de l'obligation d'apporter la preuve des gestes répétés au travail.

### Déterminants
Les causes de l'apparition des TMS ne sont pas à rechercher dans les facteurs de risque qui ne sont que des facilitateurs à l'apparition des troubles mais bien dans des déterminants qui ont un impact sur la situation de travail. On va ainsi trouver :
- l'organisation de la production ;
- l'organisation du travail ;
- la conception des équipements ;
- la conception de produit ;
- les outils ;
- la gestuelle (en termes de consignes et de procédures) ;
- la gestion des compétences, de l'évolution de carrière, la polyvalence ;
- les dépendances organisationnelles.
- la formation du professionnel.

### Situations de travail
Pour éliminer les risques de TMS au poste de travail, il existe trois types de mesures :
- les mesures techniques : qui doivent porter sur les facteurs de risque directs (biomécaniques) que sont les efforts, les positions angulaires extrêmes, la « répétitivité » des gestes.
  - adaptation du poste de travail après une analyse fine de l'activité des opérateurs
  - réduction des masses manipulées
  - réduction des tâches trop répétitives
  - adapter la hauteur du poste de travail (choix d'un mobilier de bureau ergonomique)
  - régler harmonieusement la chaise et la table de travail en hauteur et en profondeur pour alléger la pression sur la colonne vertébrale
  - ajout d'assistances physiques (bras antirotation pour visseuses…)
  - utilisation de matériaux absorbant les vibrations (poignées d'outils…)
  - lorsque c'est possible, remplacer les outils vibrants par des outils non vibrants (clé à choc remplacée par une visseuse électrique…)

Pour les mesures organisationnelles, une alternance des opérateurs sur le poste peut être faite afin de limiter le risque (moins de sollicitation par opérateur). Attention aux effets masqués qui peuvent conduire par cette technique à l'apparition d'une « épidémie ». Plusieurs opérateurs souffrant de pathologies similaires du fait d'une exposition aux facteurs de risque même limitée mais dont les effets peuvent être cumulatifs. Une organisation du travail peut être fait pour limiter les tâches répétitives (éviter la fabrication en juste à temps, favoriser les stocks tampons).
Une information aux opérateurs sur les positions à risque et leurs conséquences, afin de les inciter à corriger leurs postures, en accompagnement des modifications techniques des postes de travail. En cas de sollicitations extrêmes (par exemple abattoirs), préparer les opérateurs avant leur prise de poste, par des exercices d'assouplissement et d'échauffement. Attention, cette solution n'est pas une mesure de prévention dans la mesure où les sollicitations extrêmes dépassent les capacités physiologiques des opérateurs. Ménager des pauses au cours du travail afin de permettre à l'organisme de récupérer et management du travail qui favorise la reconnaissance du travail.
L'apprentissage de gestes et mouvements justes (ergomotricité) pour le soulever et le transport de charges par exemple :
- en faisant une fixation de la colonne vertébrale ;
- en superposant les centres de gravité (Homme - charge) ;
- en assurant des appuis stables et en recherche d'équilibre ;
- en sollicitant les jambes (segments les plus puissants du corps) ;
- en orientant les pieds dans la direction de la marche pour éliminer toutes rotations du corps.

En aucun cas, il ne faut toutefois appliquer des solutions toutes faites. Chaque situation de travail est unique et il est nécessaire de faire appel à une analyse ergonomique et ergomotrice du duo Homme-travail pour s'assurer de prendre les bonnes mesures de prévention.

### Maladies des musiciens
Si les maladies professionnelles, dont les troubles musculo-squelettiques, sont assez bien reconnues à travers le monde, il est des symptômes ayant les mêmes conséquences, mais qui touchent les musiciens.
En effet, les musiciens professionnels, et parfois amateurs, peuvent aussi être victimes de troubles musculosquelettiques, en effet respectivement 89 % et 74 % de ceux-ci sont atteints de TMS.
La recherche de la perfection dans ce domaine passe par l'entraînement et donc la répétition durant des milliers d'heures de mouvement répétitifs qui entraîne donc nombre de TMS, comme des inflammations des tendons (tendinites et ténosynovites) notamment des membres supérieurs mais aussi des myalgies liés à la position statique.
Ces troubles concernent majoritairement le cou, les épaules et les bras.
La pression du milieu professionnel joue un rôle aggravant pour ces troubles. Le fait que les musiciens ne veuillent pas arrêter la pratique aux premières douleurs (ce qui serait grandement bénéfique) de peur de perdre leur statut, fait qu'il est souvent trop tard lorsque la douleur est intenable. Heureusement la prévention contre ces troubles est de plus en plus courante et répandue et nombre d'artistes reconnus comme Lang Lang parlent ouvertement de leurs blessures,.